# Etelbert II d'Ànglia Oriental
|  | Per a altres significats, vegeu «Etelbert». |

Per a d'altres sants anomenats Etelbert, vegeu: Sant Etelbert

Etelbert II d'Ànglia de l'Est, o Aethelbert (Ànglia de l'Est, s. VIII - Sutton Wells, Herefordshire, 20 de maig de 794) fou un rei de l'Ànglia de l'Est, derrocat i assassinat. És venerat com a sant per diverses confessions cristianes.

## Biografia
Va pujar al tron en 779 i regnà fins que fou destronat, en circumstàncies poc clares, per Offa de Mèrcia. Una llegenda diu que Etelbert havia anat a la cort d'Offa per demanar-li la mà de la seva filla Etheldritha, i que hi fou mort arran d'una conjura de la reina Cynethryth.
En morir, els reis de Mèrcia foren sobirans d'Ànglia Oriental durant trenta anys. Etelbert fou venerat com a sant màrtir al seu país, i se li atribuïren miracles i llegendes. A partir del segle xi comencem a trobar-ne hagiografies escrites. El centre de veneració principal, on n'hi havia les restes (desaparegudes al segle xvi) era la catedral de Hereford.

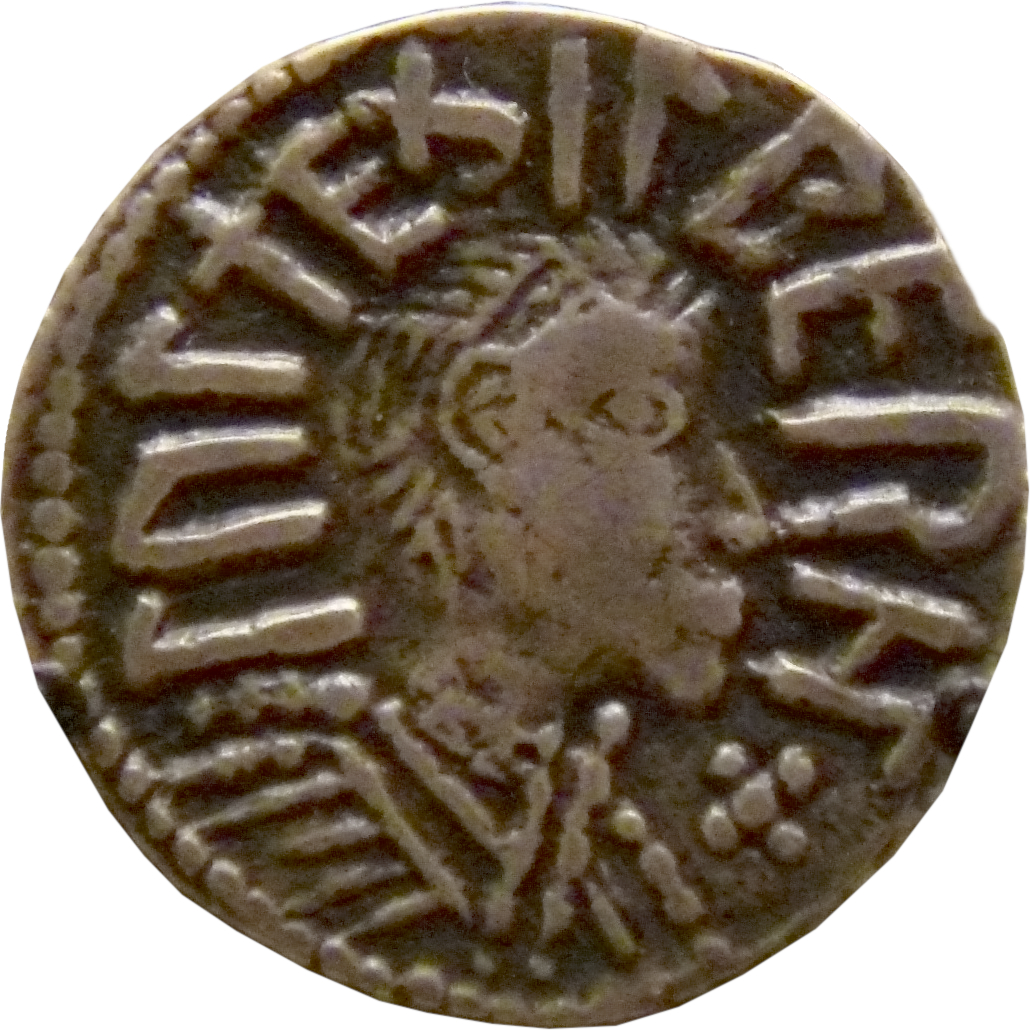
Moneda d'Etelbert II, amb inscripció rúnica (s. VIII); Londres, British Museum
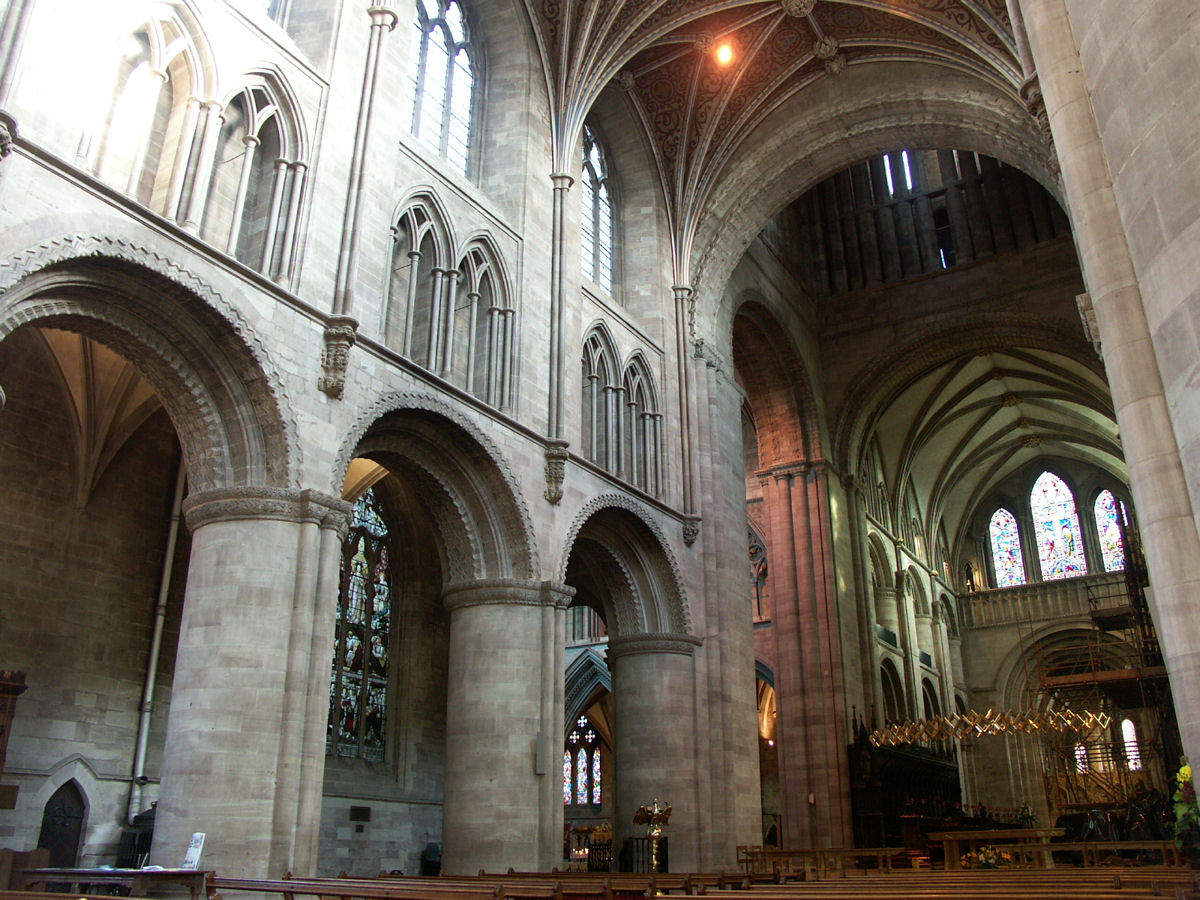
Catedral de Hereford, on fou enterrat el rei